# Juris Dobelis

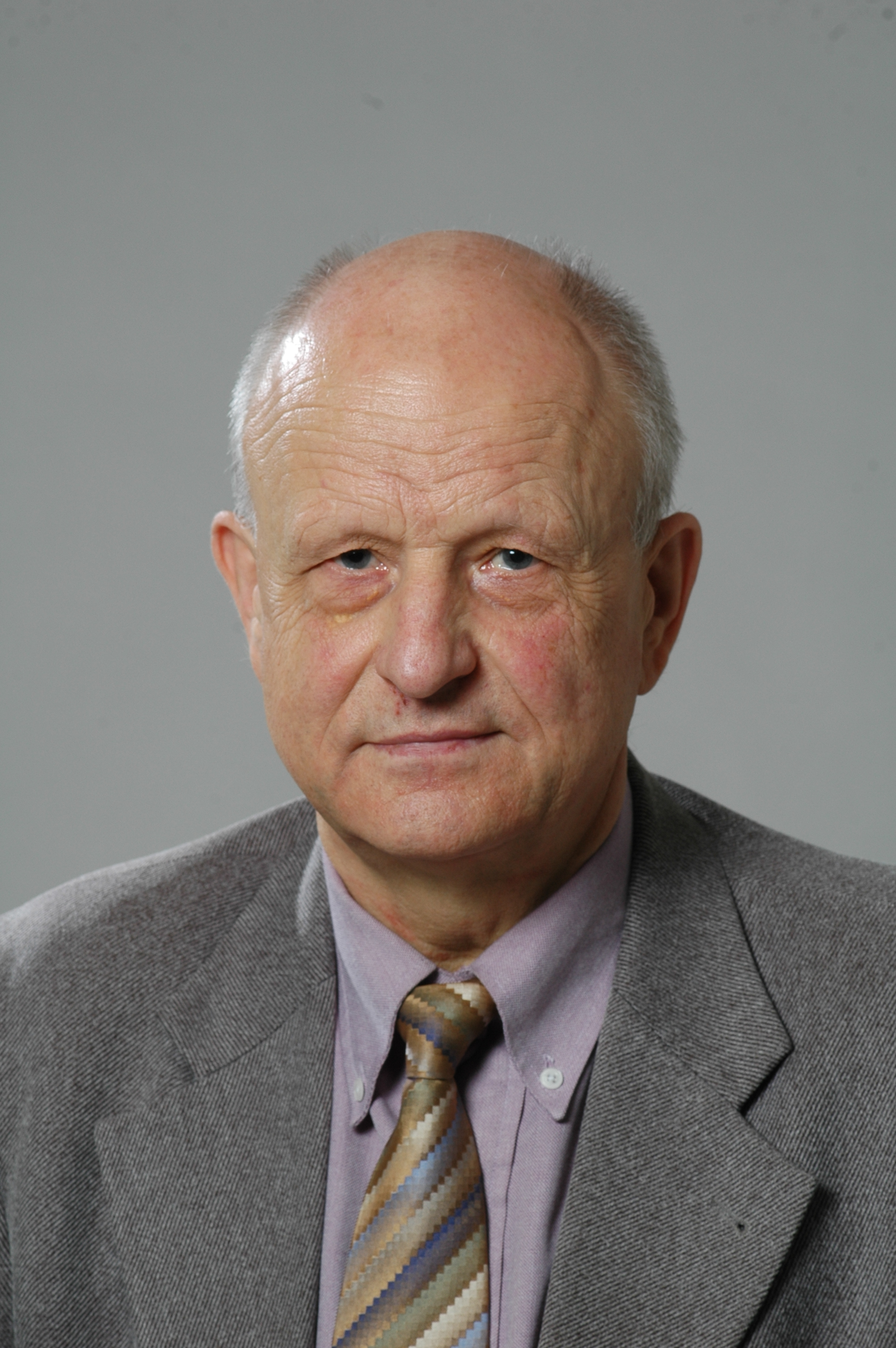
Juris Dobelis (2004)

Juris Dobelis (* 8. Juli 1940 in Riga) ist ein lettischer Chemiker und Politiker. Er war seit der Wiederherstellung der Unabhängigkeit 1990 Abgeordneter der 5. bis 9. Saeima und ist seit 2011 Mitglied der aus einem Wahlbündnis nationaler bzw. antisowjetischer Kräfte hervorgegangenen Partei VL-TB/LNNK.

## Werdegang
Im Jahre 1958 erreichte Dobelis die Hochschulreife mit hervorragenden Leistungen. Einen Ingenieursstudiengang absolvierte er 1963 an der Chemischen Fakultät der RTU.
Im selben Jahr begann er seine beruflichen Tätigkeiten, zunächst in der Glasfabrik „Sarkandaugava“, später als Chemielehrer sowie in verschiedenen Forschungsinstituten und Ingenieurbüros, u. a. in den Bereichen Isolation und angewandte Biochemie.

## Politik
In der Zeit der Lettischen SSR war Dobelis in informell bzw. verdeckt organisierten Gruppen aktiv, die in der lettischen Sowjetrepublik den Erhalt der Nationalen Identität vorantrieben. Er förderte das Andenken und die Pflege der Gräber nationaler Kriegshelden.
Bis 1988 beteiligte er sich in der Bewegung Latvijas Tautas Fronte (Lettische Volksfront) und später in deren radikalem Flügel LNNK. Seine Kandidatur als Parlamentsabgeordneter bei den ersten freien und vorletzten Wahlen in der LSSR 1989 war erfolglos, doch bei den Wahlen zum Obersten Sowjet 1990 wurde er als Kandidat der Tautas Fronte für den Bezirk Saulkrasti gewählt. Am 4. Mai 1990 stimmte er für die Deklaration „Zur Erneuerung der Unabhängigkeit Lettlands“.
Dobelis war konstantes Mitglied der Partei Tēvzemei un Brīvībai/LNNK, die nach dem Zusammenschluss mit der von Raivis Dzintars als Jugendorganisation gegründeten Visu Latvijai! die Bezeichnung Nacionālā apvienība „Visu Latvijai!“ – „Tēvzemei un Brīvībai/LNNK“ trägt. Wie auch der Vorsitzende der Tautas Fronte und anschließende Ministerpräsident Ivars Godmanis wechselte Dobelis weder im Übergang vom Sowjet zur 5. Saeima 1993, noch anschließend seine Parteizugehörigkeit.
Dobelis gilt als kompromissloser Vertreter lettisch-nationaler Interessen, insbesondere der auch international viel kritisierten Nichtbürger-Gesetze. Er bezeichnete die lettischen Einwohner mit diesem Status als „infolge der Sowjetokkupation entstandene Produkte“, die nach und nach auf natürliche Weise aussterben würden.
Juris Dobelis ist Träger des Drei-Sterne-Ordens III. Klasse.